# Albert Maria Fuchs

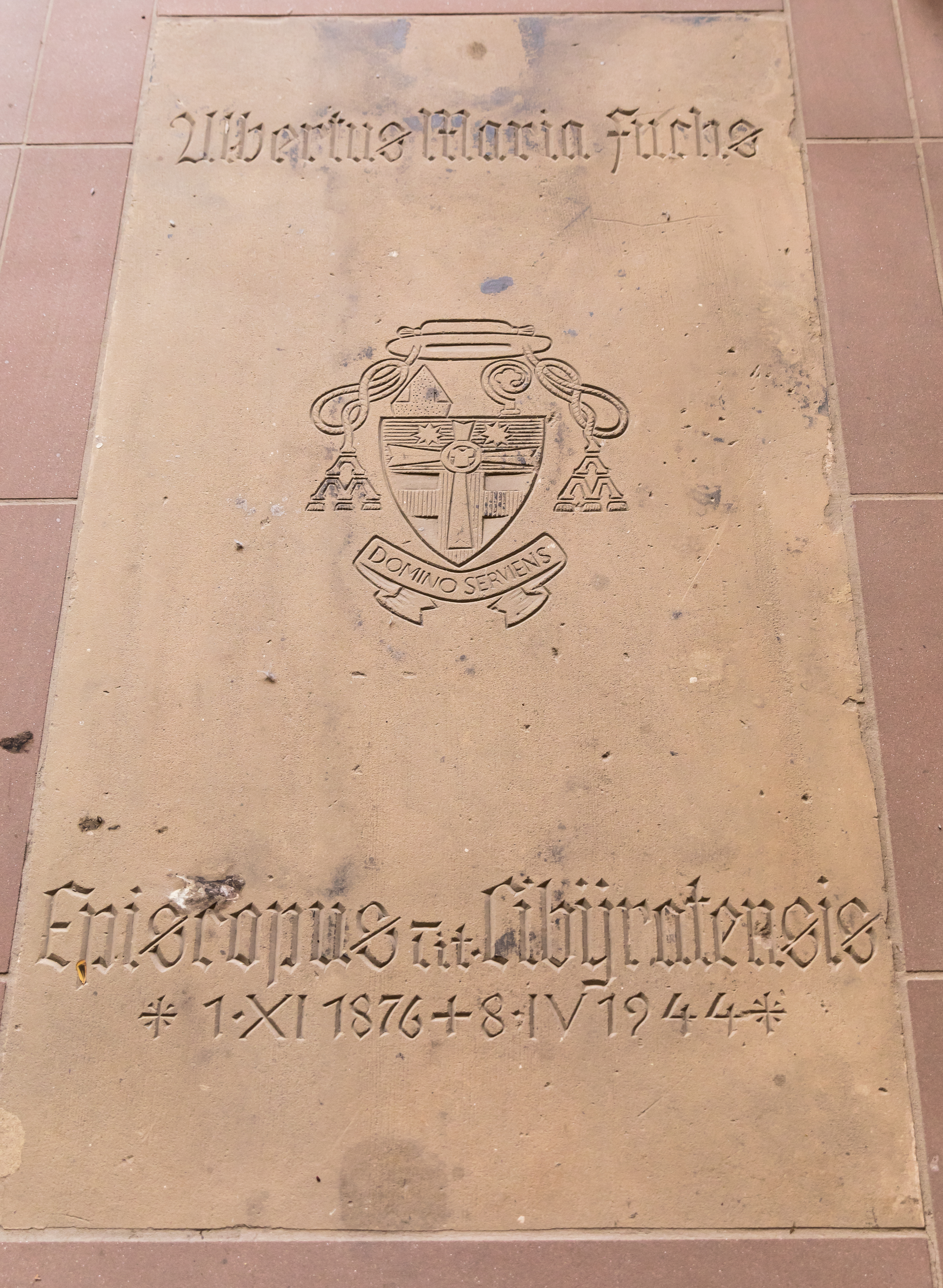
Grab von Albert Maria Fuchs im Trierer Dom

Albert Maria Fuchs (* 1. November 1876 in Koblenz; † 8. April 1944 in Trier) war ein römisch-katholischer Geistlicher und Weihbischof in Trier.

## Leben
Albert Maria Fuchs kam aus einer Kaufmannsfamilie und bestand 1896 am Koblenzer Kaiserin-Auguste-Gymnasium seine Reifeprüfung. Er studierte am Trierer Priesterseminar katholische Theologie und Philosophie. Nach seiner Priesterweihe am 31. März 1900 war er als Kaplan in Mayen tätig. Am 8. April 1904 übernahm er die Vikarsstelle in Holz und wurde dort am 25. Juli 1910 zum Pfarrer ernannt. Er wechselte am 31. März 1913 als Pfarrer in die große Diasporapfarrei Neuwied am Rhein und wurde am 8. August 1920 zum Dechant des Dekanates Engers berufen. Der Trierer Bischof Franz Rudolf Bornewasser holte ihn am 11. Juni 1927 nach Trier und ernannte ihn zum Domkapitular am Dom zu Trier und ernannte ihn am 1. August 1927 zum Geistlichen Rat. In dieser Funktion war er verantwortlich für die Organisation der Wallfahrt zum Heiligen Rock vom 23. Juli bis 10. September 1933. An dieser Großveranstaltung in Trier nahmen 2 Millionen Pilger teil. Die gelungene Organisation wurde am 30. November 1933 mit der Verleihung eines päpstlichen Prälatentitels belohnt.
Papst Pius XI. ernannte ihn am 13. Juli 1935 zum Weihbischof in Trier und zum Titularbischof von Cibyra. Am 24. August 1935 spendete ihm Franz Rudolf Bornewasser, Erzbischof (Pro hac vice) von Trier, die Bischofsweihe.
Seit 1937 bekleidete Weihbischof Fuchs auch das Amt des Domdechanten, seine voranschreitende Erkrankung behinderte ihn aber stark in seiner Arbeit. 1939 war er Mitkonsekrator bei der von Erzbischof Bornewasser gespendeten Bischofsweihe von Laurentius Zeller OSB, Titularbischof von Dorylaëum und Apostolischer Administrator des Bistums Rio Branco (Brasilien), und zwei Jahre später bei der Weihe des Trierer Weihbischofs Heinrich Metzroth.
Er wurde in der Weihbischofskapelle am Domkreuzgang des Trierer Doms beigesetzt.